# Versammlungsstättenverordnung
Als Versammlungsstättenverordnung (VStättV(O)) bezeichnen viele deutsche Länder die jeweilige landesspezifische Rechtsverordnung, die sich auf den Bau und den Betrieb von sogenannten Versammlungsstätten bezieht.
Die von der deutschen Bauministerkonferenz (ARGEBAU) erstellte Muster-Versammlungsstättenverordnung (MVStättV) soll als Grundlage einer bundesweiten Vereinheitlichung dieser Länderregelungen dienen, ist aber rechtlich weder für den Bürger noch für die Landesregierungen verbindlich.
Aufgrund der neuen MVStättVO vom Juli 2014 wurden Freiluftversammlungsstätten aus dem Geltungsbereich gerückt. In der Praxis kommen für diese Arten immer häufiger Richtlinien, Orientierungsrahmen oder Merkblätter der Länder zum Tragen, welche inhaltlich oft ähnliche oder höhere und detailliertere Forderungen stellen.

## Historische Entwicklung
Theater und Schauspielbetriebe haben eine lange Tradition. Menschen haben sich bereits in der Antike an öffentlichen Vorführungen in teilweise riesigen Theatern unter freiem Himmel erfreut. Jedoch erst Ende des 18. Jahrhunderts entwickelte sich ein Bewusstsein für die Gefahren und Risiken, die mit der öffentlichen Versammlung vieler Menschen auf kleinem Raum einhergehen können.
Bereits vorher gab es eine ganze Reihe dokumentierter Unglücksfälle in Theatern. In erster Linie kamen Brände häufig vor, die durch Beleuchtungseinrichtungen mit offener Flamme ausgelöst wurden, da die betreffenden Gebäude oft mit leicht entzündlichen Baustoffen ausgerüstet waren.
In Deutschland wurden 1879 „Ortspolizeiliche Vorschriften über die Feuerpolizei in Theatern“ erlassen. 1909 wurde die „Polizeiverordnung über die baulichen Anlagen, die innere Einrichtung und den Betrieb von Theatern, öffentlichen Veranstaltungsräumen und Zirkusanlagen“ als sogenannte Theaterverordnung gültig. Bereits zu diesem Zeitpunkt regelte diese Verordnung damit sowohl den Bau als auch den Betrieb von „Versammlungsstätten“. Daneben entstand 1925 eine „Lichtspielverordnung“, die die Sicherheit bei Filmvorführungen regelte.

## Der Begriff
Unmittelbar nach dem Zweiten Weltkrieg wurde die DIN 18600 „Versammlungsstätten“ erarbeitet, die in die jeweiligen Landesbauordnungen übernommen werden sollte, jedoch erst 1969 als Musterentwurf verabschiedet wurde. Ab Anfang der 1970er Jahre wurden dann in ersten Ländern die Versammlungsstättenverordnungen eingeführt. Mit Ausnahme der Stadtstaaten Hamburg und Bremen hatten alle Länder bis 1979 eine länderspezifische Versammlungsstättenverordnung auf Grundlage des Musterentwurfs vorgelegt.
In der DDR entwickelte sich parallel ein eigenständiges Baurecht („Sonderbauordnung für Versammlungsräume“). Der Versuch einer Überarbeitung Ende der 1980er Jahre strandete zunächst durch die Deutsche Wiedervereinigung. Anfang der 1990er Jahre wurde das Thema erneut aufgegriffen, da sich die Notwendigkeit einer bundeseinheitlichen Gesetzgebung ergab. Zwei Bereiche galten dabei als vorrangig: der Entwurf einer Musterbauordnung, und der einer Musterversammlungsstättenverordnung. Die Fachkommission Bauaufsicht der Bauministerkonferenz wurde daher beauftragt, die beiden Musterentwürfe zu erarbeiten.

## Rechtliche Stellung
Es ist zu berücksichtigen, dass derartige Mustervorschriften und Mustererlasse lediglich als Grundlage für die Umsetzung ins spezifische Landesrecht dienen. Sie entfalten somit keine unmittelbare Rechtswirkung. Jedes Land entscheidet somit, in welchem Umfang die Landesregelung dem Muster folgt. Auf der Basis der Musterbauordnung (MBO 1997) wurde die Musterversammlungsstättenverordnung (MVStättV 2002) verfasst. Diese wurde zur MVStättV 2005 überarbeitet.

## Aktuelle Entwicklungen
Die Versammlungsstättenverordnung hat eine lange Tradition in Deutschland und spiegelt historisch relevante Erscheinungen der jeweiligen Zeit wider. In der über 100-jährigen Geschichte tragen die verschiedenen Ausarbeitungen das Gesicht der jeweiligen Epoche. War zu Beginn das Theater Kerninhalt der Verordnung, so kam später das Kino in Mode und machte angepasste Sicherheitsbestimmungen nötig. Heute ist die Verordnung geprägt durch veränderte Rahmenbedingungen wie populäre Großveranstaltungen (z. B. Festivals, Konzerte im Stadion) oder professioneller Einsatz von Showlaser- und Bühnentechnik. Weitere Belege für die sich wandelnden Anforderungen sind die Reduzierung auf „Szenenfläche“ und „Bühne“, die Aufnahme von Absperrungen vor Szenenflächen (z. B. bei Open-Air-Veranstaltungen) oder die Anpassung an die neu geschaffenen Ausbildungszweige.

## Umsetzung der Muster-Verordnung in den deutschen Ländern
Die Umsetzung des Musterentwurfs von 2002 (und im weiteren Verlauf auch des Musterentwurfs 2005) erfolgte in einigen Ländern zügig und inhaltlich eins zu eins. Aufgrund der föderalistischen Struktur Deutschlands setzten andere Länder die Musterverordnung zunächst nicht oder nur teilweise um. Zeitgleich wurden von verschiedenen Seiten Einwände gegen den Inhalt der Musterverordnung erhoben.
In Nordrhein-Westfalen wurde die Versammlungsstättenverordnung 2009 außer Kraft gesetzt und zusammen mit den Bestimmungen für andere besondere gewerbliche Bauten in der Sonderbauverordnung (SBauVO) zusammengefasst. Bei temporären Veranstaltungen wird immer öfter der „Orientierungsrahmen“ von NRW zu Grunde gelegt.
Die Umsetzung des Musterentwurfs von Juli 2014 erfolgte mit nur wenigen Änderungen in Schleswig-Holstein als erstem Land. Eine der wesentlichen Änderungen sind u. a. der Geltungsbereich in §1, wonach Freiluftveranstaltungen nur mit Tribünen, die keine fliegenden Bauten sind, zu der Verordnung zählen. Diese Änderung hatte Bayern bereits im April 2013 während der Anhörungsphase übernommen und umgesetzt.